# Grímsey

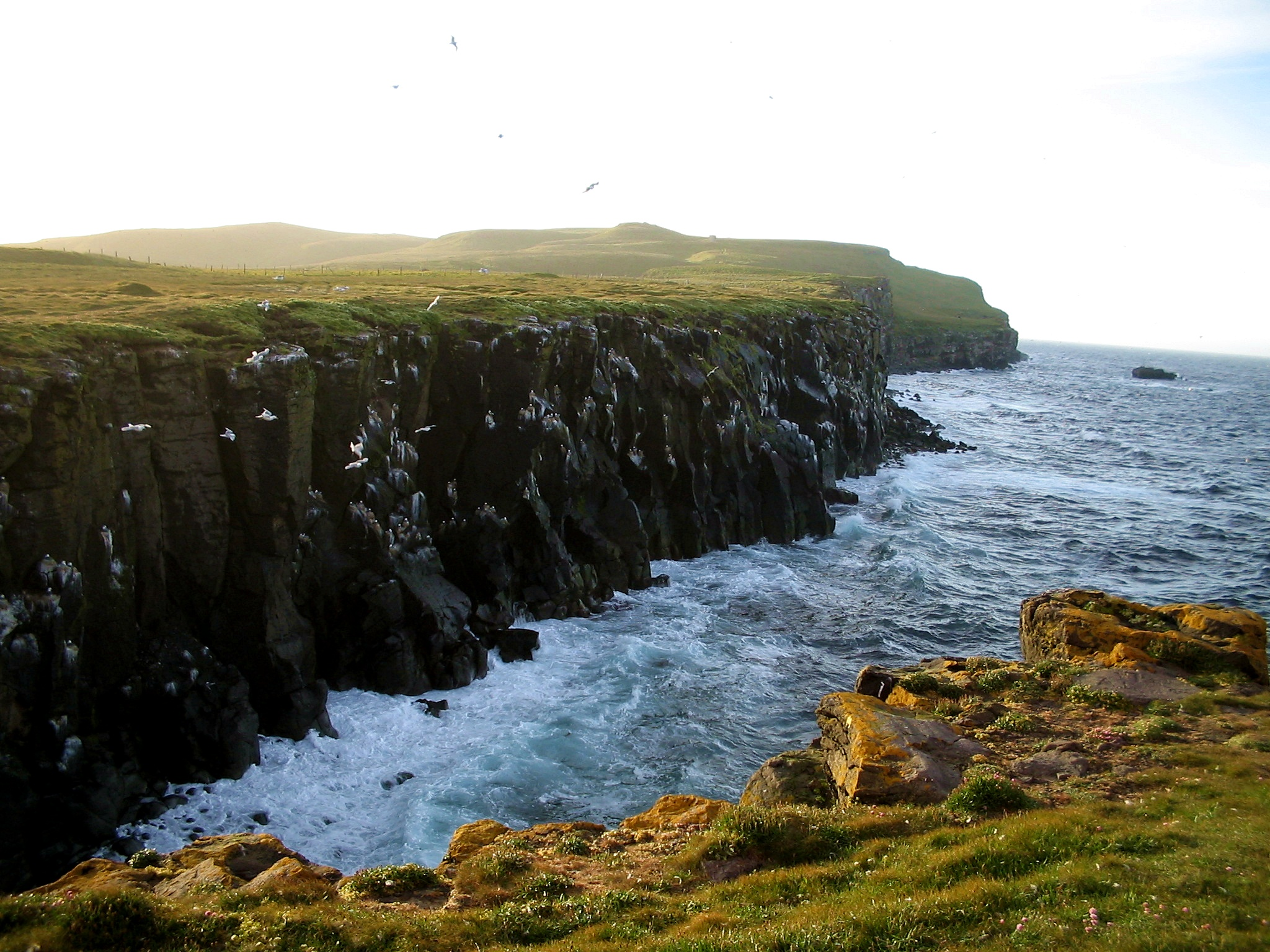
Vogelklif op Grímsey

Grímsey is een eilandje ongeveer 40 kilometer ten noorden van IJsland. Tot 31 mei 2009 was het een zelfstandige gemeente met de naam Grímseyjarhreppur. Tegenwoordig vormt het een deel van de stad Akureyri.

## Omschrijving
De eerste bewoner van het eiland was Vestfjarða-Grímur Sigurdsson; naar hem is het eiland genoemd (Grímsey betekent eiland van Grím). Het eiland wordt door zijn ligging op 66°33'NB en 18°01'WL door de poolcirkel doorsneden. Het oppervlak is 5,3 km², het hoogste punt ligt op 105 meter boven de zeespiegel en het is het noordelijkste bewoonde gebied van IJsland met een inwonersaantal van 102 (2005). Deze mensen wonen voornamelijk in het gehucht Sandvík. Grímsey is niet het noordelijkste punt van IJsland; dat is het eilandrestant Kolbeinsey.
Bron van bestaan is de visserij. Het eiland is met een veerboot vanaf Dalvík bereikbaar. Er is een vliegveld, met IATA-code GRY, waar een lijndienst met kleine vliegtuigen vanuit Akureyri op vliegt. De enige weg is 3 kilometer lang loopt langs de westelijke kust van de vuurtoren naar het vliegveld. Er is een zwembad en er staat een monument op de plaats waar de poolcirkel het eiland doorsnijdt.
Er zijn ruim 60 soorten zeevogels, waarvan er zo'n 36 broeden, zoals papegaaiduikers, alken en meeuwen. De eilanders vullen met het rapen van de eieren hun dagelijkse kost aan.

## Naamgeving
In de handschriftenverzameling van Árni Magnússon bevond zich een verhaal dat Sagan af Vestfjarðagrími heet. Dit verhaal is later opgenomen in een van de boeken uit de serie Íslenzkar Þjóðsögur og Æfintýri uit 1862 van de IJslandse verhalenverzamelaar Jón Árnason. In dit boek staan kortere en langere volksverhalen, onder andere over trollen en reuzen, en daar is ook dit verhaal in ondergebracht. Deze verhaalt over een vogelvrijverklaarde, een zekere Grímur die bij zijn oom in de Westfjorden opgroeide en daarom Vestfjarða-Grímur werd genoemd. Er vinden meerdere verwikkelingen plaats, maar uiteindelijk gaat Grímur naar Noorwegen waar hij zich tot het christendom bekeert. Daarna keerde hij weer naar IJsland terug en kwam hij bij een eilandje in het noorden aan land, waarna dit Grímsey ging heten.
Van deze Grímur stamt ook de naam van de IJslandse vulkaan Grímsvötn af.

## Trivia
- Het verhaal gaat dat de poolcirkel precies over het midden van het bed van de priester van Grímsey liep, dat nu door een boerenechtpaar wordt gebruikt.